# Episteme

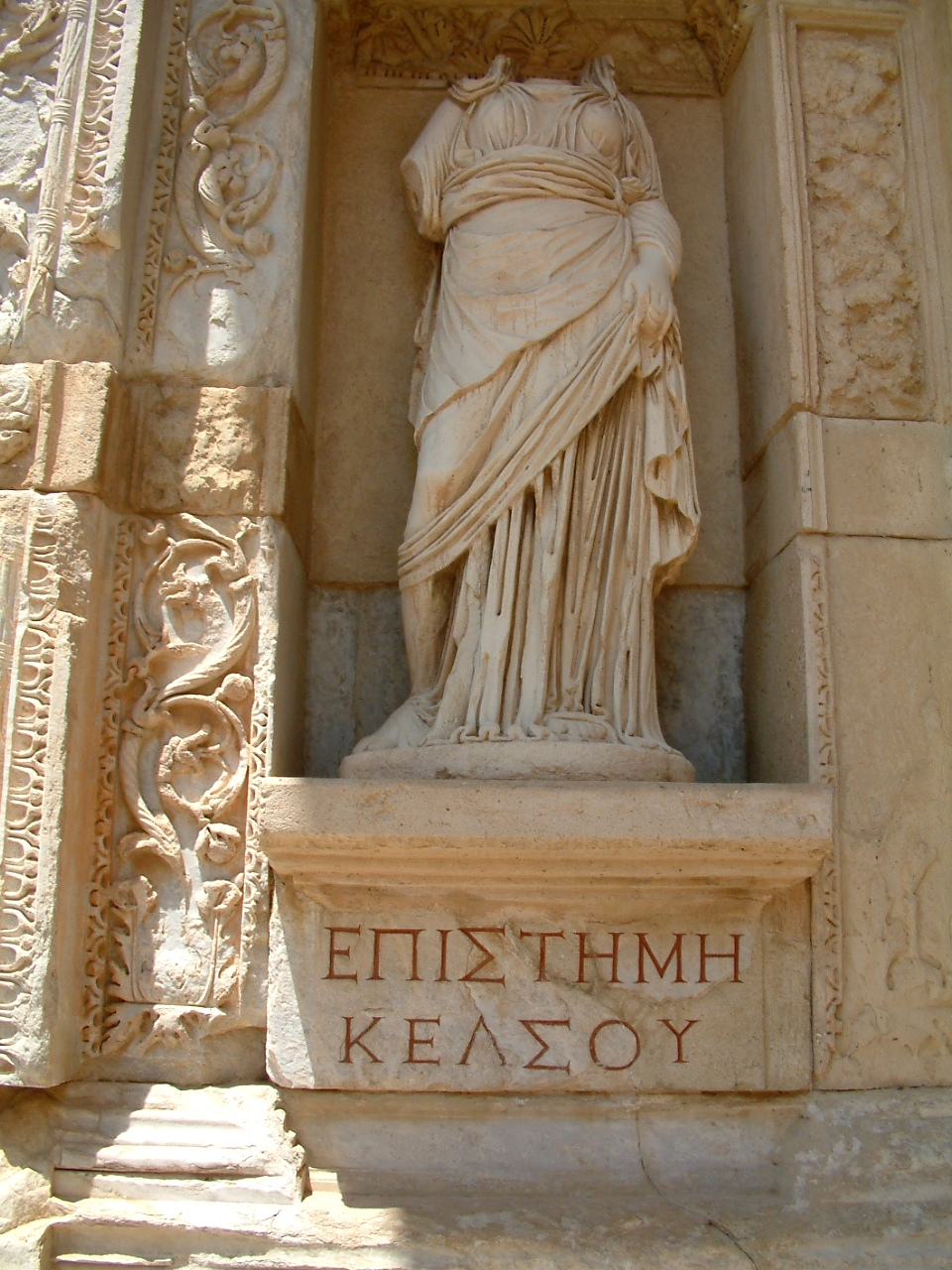
Personifikacja Episteme. Rzeźba w Bibliotece Celsusa w Efezie w Turcji.

Episteme (stgr. ἐπιστήμη) – w filozofii starożytnej Grecji pojęcie oznaczające wiedzę naukową. Używane jest w dwóch zasadniczych kontekstach:
- episteme oznaczająca wiedzę pewną, niepodważalną, uzasadnioną i przeciwstawianą opinii (doksa, stgr. δόξα) czy wiedzy niepewnej[1],
- episteme oznaczające wiedzę teoretyczną, przeciwstawianą umiejętnościom praktycznym (techne stgr. τέχνη) i doświadczeniu (empeiria )[2] .

W starożytnej Grecji funkcjonowały także inne słowa bliskoznaczne. Presokratycy używali raczej takich słów jak sofia (stgr. σοφία, tłumaczona często jako mądrość), gnome (stgr. γνώμη) czy gnosis (stgr. γνῶσῐς).
Od słowa episteme pochodzi nazwa działu filozofii: epistemologia, czyli teoria poznania.

## Platon
Platon nie przeprowadził systematycznej analizy pojęcia episteme. Pojawia się ono u niego często, przeciwstawiane techne jako wiedzy praktycznej. Episteme było wiedzą wyższą, dotyczącą prawdziwego świata idei, poznawana rozumowo, w przeciwieństwie do doksy, która dotyczy świata zmysłowego, złudnego.

## Arystoteles
Dla Arystotelesa episteme oznacza wiedzę naukową i przeciwstawiana jest techne i doświadczeniu. Poznanie takie następuje poprzez badanie czy dociekanie (theorein, stgr. θεωρεῖν) i ma charakter spekulatywny. Episteme uprawiana jest przez filozofów. Jest to poznanie tego, co najbardziej istotne w rzeczywistości: jej wyabstrahowanej z konkretu formy. Wiedza taka dotyczy tego, co jest ogólne, konieczne i istotne. Ma charakter pojęciowy . 
Podstawą wiedzy naukowej u Arystotelesa są: definicja (dotycząca formy) i sylogizm, jako forma dowodzenia jej istotnych atrybutów, wywodzonych za pomocą dedukcji .
Wiedza ta ma odpowiadać na pytanie "dlaczego" coś jest jakieś i szuka przyczyn rzeczywistości .